# Messsystem Gefährdungsermittlung der Unfallversicherungsträger
Das Messsystem Gefährdungsermittlung der UV-Träger  – MGU (vormals BGMG) dient in Deutschland der Ermittlung und Dokumentation valider und bewertbarer Messwerte sowie der zugehörigen Daten von betrieblichen Arbeitsplätzen über Expositionen der Beschäftigten gegenüber Gefahrstoffen, biologischen Arbeitsstoffen und Lärm am Arbeitsplatz. Seit 2014 sind auch Messungen des Raumklimas Bestandteil des MGU.

## Aufgaben
Die Unfallversicherungsträger haben nach § 19 des Siebten Buches Sozialgesetzbuch u. a. die gesetzliche Aufgabe, die Verhütung von Unfällen, Berufskrankheiten und arbeitsbedingten Gesundheitsgefahren zu überwachen und die Betriebe zu beraten. Hierzu gehört die Überwachung der Einhaltung gesetzlicher Arbeitsplatzgrenzwerte. Im Rahmen dieser Aufgaben ermitteln sie an betrieblichen Arbeitsplätzen die Konzentrationen von Gefahrstoffen, biologischen Arbeitsstoffen und die Höhe der Lärmbelastung. Die Technische Regel für Gefahrstoffe (TRGS) 402 „Ermitteln und Beurteilen der Gefährdungen bei Tätigkeiten mit Gefahrstoffen: Inhalative Exposition“ legt die Vorgehensweise bei den Messungen zu Gefahrstoffen fest. Die retrospektive Dokumentation der Messdaten dient im Anerkennungsverfahren bei Berufskrankheiten dem Nachweis der beruflichen Verursachung.

## Aufbau
Ein arbeitsteiliger Verbund aus dem Institut für Arbeitsschutz der Deutschen Gesetzlichen Unfallversicherung (IFA) und den Messtechnischen Diensten der gesetzlichen Unfallversicherungsträger trägt das MGU. Ein Qualitätsmanagementsystem soll sicherstellen, dass die Qualität der Messungen und die Validität der Ergebnisse denen akkreditierter Messstellen entsprechen. Die Prüflaboratorien werden gemäß DIN EN ISO 17025 „Allgemeine Anforderungen an die Kompetenz von Prüf- und Kalibrierlaboratorien“ betrieben. Alle dem MGU angeschlossenen Labors beteiligen sich an Ringversuchen.

## Nutzen
Zur jeweiligen Messung wird im Betrieb eine Vielzahl von Daten über die Arbeits- und Expositionsbedingungen erhoben. Zu jeder Messung wird ein Messbericht erstellt, auf dessen Basis der UV-Träger ggf. Maßnahmen zum Schutz der Beschäftigten im Betrieb veranlasst.
Alle im MGU erhobenen Daten werden in der IFA-Expositionsdatenbank MEGA „Messdaten zur Exposition gegenüber Gefahrstoffen am Arbeitsplatz“ zusammengeführt und dokumentiert. Die Datenbank wird für Gefahrstoffe seit 1972 geführt und enthält mit Stand Ende 2020 über 3,76 Millionen Datensätze.
Die in MEGA dokumentierten Daten stehen den UV-Trägern für die Prävention, und Epidemiologie sowie für Ermittlungen im Zusammenhang mit angezeigten Fällen von Berufskrankheiten zur Verfügung; die Daten fließen in  Publikationen ein.
Im Rahmen des MGU ermitteln die Unfallversicherungsträger auch Lärmbelastungen an Arbeitsplätzen. Die Daten sind in der Datenbank zu Lärmexpositionen –  MELA ("Messdaten zur Exposition durch Lärm am Arbeitsplatz") dokumentiert. Die Datenbank wird seit 1998 geführt und umfasst 39435 Vorgänge mit 490962 Werten für LpAeq (äquivalenter Dauerschallpegel) und 22404 Werten für LpCpeak (Spitzenschalldruckpegel) sowie weitere 389019 Messwerte. Überdies enthält die Datenbank über 300 Vorgänge zum Raumklima mit mehr als 50 000 Messwerten.